# Mestno gledališče ljubljansko
Mestno gledališče ljubljansko kazalište je iz Ljubljane osnovano 1949. godine te do danas slovi kao drugo najveće slovensko kazalište.

## Povijest
Kazalište u prosjeku godišnje odigra preko 400 izvedbi pred oko 100 000 gledatelja. Mestno gledališče ljubljansko raspolaže s tri scene: Velika scena (327 mjesta), Mala scena (80 mjesta) i Studio MGL (50 mjesta).
U ansamblu Mestnog gledališča neki su od najpoznatijih slovenskih glumaca kao što su Jožica Avbelj, Sebastian Cavazza, Iva Krajnc, Primož Pirnat, Bernarda Oman, Jette Ostan Vejrup, Nina Rakovec, Tanja Ribič i mnogi drugi. 

## Vanjske poveznice
- Službena stranica